# スクイム
スクイム（英語: Sequim）は、アメリカ合衆国ワシントン州北西部クララム郡にある都市。人口は6,737人（2014年推計）。

## 概要
オリンピック山脈に望みダンジネス川河口近くに位置する。近年は退職者を中心に急激に人口が増加し、その田園都市的性格を失いつつある。また当市及び周辺地域は特にラベンダーの生産地として知られている。この地域はダンジネスガニでもよく知られている。スクイムはオリンピック山脈の影響で乾燥しており年間降水量も少なくなっている。

## 地理
スクイムは北緯48度4分41秒、西経123度6分5秒(48.078002, -123.101427)に位置している。
アメリカ合衆国統計局によると、この都市は総面積13.7km²である。

## 姉妹都市
- 宍粟市（日本）